# ADF Samski
Samir Plasschaert (Rotterdam, 17 augustus 2000), bekend onder zijn artiestennaam ADF Samski, is een Nederlands rapartiest uit Rotterdam-Noord. "ADF" staat vooral voor "alleen de familie", maar ook voor "alle dagen feest" en "altijd de friste".

## Biografie

### Rapcarrière
Vanaf zijn vijftiende begon Plasschaert met het opnemen van nummers en clips op zijn telefoon. Dat deed hij onder andere met behulp van de app GarageBand en samen met vriend ADF Ricky, die hem meenam naar een opnamestudio.:(16:21) Via de studio ontmoette hij producer p.APE, met wie hij later veel samenwerkte.
In 2019 plaatste hij het nummer No Hook op YouTube waarmee hij doorbrak bij het grotere publiek. Na het uitbrengen van de singles Breitling en No Hook II werd hij benoemd tot Talent van de Maand door het hiphopplatform 101Barz. In No Hook III, het laatste deel van de No Hook-serie, rapt Samski op de beat van het nummer Lady (Hear me Tonight) van Modjo. Plasschaert plaatste het nummer bij voorbaat al niet op Spotify vanwege copyrightclaims. Het is daarentegen wel te beluisteren op YouTube.
Kort nadat hij tot Talent van de Maand werd benoemd, bracht Plasschaert zijn debuutalbum Fresh Prince van Noord uit op 24 juli 2020. De titel van het album is een referentie naar televisieserie The Fresh Prince of Bel-Air. Op de plaat werkt hij louter met producer p.APE. Zijn tweede album Cartier Music kwam uit op 16 december 2022.
Samski heeft zijn singles en zijn album uitgebracht bij het platenlabel ADF ENT, dat in handen is van zijn halfbroer Ronnie Flex.

### Privéleven
Plasschaert groeide op in Rotterdam-Noord als kind van een Marokkaanse moeder en een Moluks-Nederlandse vader.:(22:57) Rapper Ronnie Flex heeft dezelfde vader als Samski en is daarmee zijn halfbroer. Plasschaert groeide op met zijn zusje en zijn alleenstaande moeder, die werkzaam is als schooldocent.:(7:19) Plasschaert begon zijn middelbareschooltijd op havoniveau, maar bleef zitten in de tweede klas. In het jaar daarop stroomde hij af naar mavo. In zijn eindexamenjaar spijbelde hij te veel waardoor hij van school werd gestuurd. Zijn moeder zette hem daarna tijdelijk uit huis omdat hij zijn schooldiploma niet had gehaald en vooral te veel blowde. Om toch een dak boven zijn hoofd te houden, trok hij in bij zijn broer. Nadat hij stopte met de middelbare school werkte hij voor een stage van zijn mbo-opleiding Detailhandel ongeveer een jaar in een kringloopwinkel. De opleiding maakte hij uiteindelijk niet af.:(10:18)
Plasschaert is in 2022 of daarvoor betrokken geweest bij een steekpartij waarna hij zich besloot aan te geven bij de politie. De zaak is naar eigen zeggen uiteindelijk geseponeerd.:(18:40)
Plasschaert lijdt aan suikerziekte.:(13:19)

### Inspiratie
Plasschaert stelt dat de rap- en r&b-klassiekers die zijn moeder draaide tijdens zijn jeugd van grote impact zijn geweest op de muziek die hij heeft gemaakt. Daarnaast haalt hij zijn broer Ronnie Flex aan als een van zijn grootste inspiratiebronnen. Andere favorieten van de rapper zijn Hef, Kevin, Payroll Giovanni en Allstar JR.

### Acteren
Plasschaert maakte in februari 2024 zijn acteerdebuut in de Videoland-serie H3L, waarin hij de rol van Racid Tahiri vertolkte. Datzelfde najaar maakte Plasschaert zijn debuut als filmacteur in de film Dit is geen kerstfilm.